# أوبليس كازاخستان الشرقي
اوبليس كازاخستان الشرقية (كازاخية) : Шығыс Қазақстан облысы (شيقيس كازاكستان اوبليسي) (روسية) : Восточно-Казахстанская область (فوستوكنو كازاكستانسكاي اوبلاست) هو أحد التقسيمات الإدارية في كازاخستان. يقع على الحدود مع الصين. عاصمته الإدارية مدينة أوسكمان (بالروسية : اوست كامنقورسك). ويوجد بها موقع سيمايبلاتينسك.